# درة ني (أبو الفارس)
درة ني (بالفارسية: دره نی) هي منطقة سكنية تقع في إيران في قسم أبو الفارس الريفي. يقدر عدد سكانها بـ 0 نسمة بحسب إحصاء 2016.